# Чемпіонат УРСР з водного поло
Чемпіонат УРСР з водного поло — змагання з водного поло, перший розіграш яких відбувся 1925 року серед збірних команд міст. Турнір скасовано у 1991 році.

## Історія
В Україні водне поло як вид спорту вперше з'явилося у "безводному" Харкові у 1924 році. Пов'язано це з тим, що на той час Харків був столицею УСРР, через що майже усі спортивні нововведення започатковувалися саме там:
Ватер-поло. В конце мая месяца состоялась поездка в пос. Высокий, где был устроен показательный матч в водное поло между 1 и 2 командами клуба В.Э.К., окончившийся со счетом 2:0. Эта первая игра показала, что водное поло занимательно и, и нужно полагать, что спортсмены быстро заинтересуются и начнут проводить в жизнь этот полезный вид спорта, заменив им в летнее время футбол и гандбол. Наиболее приспособленными к игре должны быть гандболисты, умеющие уже хорошо "владеть мячом".
В подальшому гра отримала свій розвиток в південних, "водних" регіонах, у зв'язку з чим першими чемпіонами УСРР стали одесити та миколаївці.

## Призери Чемпіонатів УРСР
Прем'єрна всеукраїнська першість з водного поло відбулась у 1925 році в рамках Всеукраїнської водної Олімпіади:
Спорт. Всеукраинская водная Олимпиада. 7, 8, 9 августа в Одессе состоится всеукраинская водная олимпиада.
Всеукраинские водные соревнования. В начале августа в Одессе состоятся впервые всеукраинские водные соревнования, на которых ожидается участие физкультурников Одессы, Николаева, Херсона, Киева, Екатеринослава и др.
І місце у змаганнях з ватер-поло розділили Одеса та Миколаїв (єдині учасники змагань з водного поло), ставши першими переможцями в УСРР у цьому виді спорту.
Другу першість УСРР було розіграно під час Всеукраїнської водної Спартакіади, що тривала у Миколаєві з 28 по 31 липня 1927 року.

### За сезонами
| Сезон | Чемпіон         | Срібло          | Бронза                |
| ----- | --------------- | --------------- | --------------------- |
| 1925  | Одеса, Миколаїв | —               | —                     |
| 1927  | Одеса           | Миколаїв        | Київ, Дніпропетровськ |
| 1952  |                 |                 | «Динамо» Харків       |
| 1962  | «Динамо» Львів  |                 |                       |
| 1963  | «Динамо» Львів  |                 |                       |
| 1964  | «Динамо» Львів  |                 |                       |
| 1965  | «Динамо» Львів  | «Динамо» Харків | «Динамо» Київ         |
| 1966  |                 |                 |                       |
| 1967  |                 |                 |                       |
| 1968  |                 |                 |                       |
| 1969  |                 |                 |                       |
| 1970  |                 |                 |                       |
| 1971  |                 |                 |                       |
| 1972  |                 |                 |                       |
| 1973  |                 |                 |                       |
| 1974  |                 |                 |                       |
| 1975  | ВК «Маріуполь»  | «Динамо» Львів  | СКЧФ Севастополь      |
| 1976  |                 |                 |                       |
| 1977  |                 |                 |                       |
| 1978  |                 |                 |                       |
| 1979  |                 |                 |                       |
| 1980  |                 |                 |                       |
| 1981  |                 |                 |                       |
| 1982  |                 |                 |                       |
| 1983  |                 |                 |                       |
| 1984  | ВК «Маріуполь»  | «Динамо» Київ   | «Динамо» Львів        |
| 1985  |                 |                 |                       |
| 1986  |                 |                 |                       |
| 1987  |                 |                 |                       |
| 1988  |                 |                 |                       |
| 1989  |                 |                 |                       |
| 1990  |                 |                 |                       |
|       |                 |                 |                       |

### За клубами
| Команда          | Чемпіон | 2-е місце | 3-є місце | Переможні сезони       |
| ---------------- | ------- | --------- | --------- | ---------------------- |
| «Динамо» Львів   | 4       | 1         | 1         | 1962, 1963, 1964, 1965 |
| Одеса            | 2       | 0         | 0         | 1925, 1927             |
| ВК «Маріуполь»   | 2       | 0         | 0         | 1975, 1984             |
| Миколаїв         | 1       | 1         | 0         | 1925                   |
| «Динамо» Харків  | 0       | 1         | 1         |                        |
| «Динамо» Київ    | 0       | 1         | 1         |                        |
| Київ             | 0       | 0         | 1         |                        |
| Дніпропетровськ  | 0       | 0         | 1         |                        |
| СКЧФ Севастополь | 0       | 0         | 1         |                        |